# دیوید اسداییل
دیوید اسداییل (انگلیسی: David Esdaille؛ زادهٔ ۲۲ ژوئیهٔ ۱۹۶۳) بازیکن فوتبال است.
از باشگاه‌هایی که در آن بازی کرده‌است می‌توان به باشگاه فوتبال آلترینچام اشاره کرد.